# Jyllinge Sogn
Jyllinge Sogn er et sogn i Roskilde Domprovsti (Roskilde Stift).
I 1800-tallet var Gundsømagle Sogn anneks til Jyllinge Sogn. Begge sogne hørte til Sømme Herred i Roskilde Amt. Jyllinge-Gundsømagle sognekommune blev ved kommunalreformen i 1970 indlemmet i Gundsø Kommune, der ved strukturreformen i 2007 indgik i Roskilde Kommune.
I den gamle del af Jyllinge ligger Jyllinge Kirke fra starten af 1100-tallet, og i Jyllinge Nordmark ligger Hellig Kors Kirke, som blev indviet 13. april 2008.
I sognet findes følgende autoriserede stednavne:
- Jyllinge (bebyggelse, ejerlav)